# Кулуба

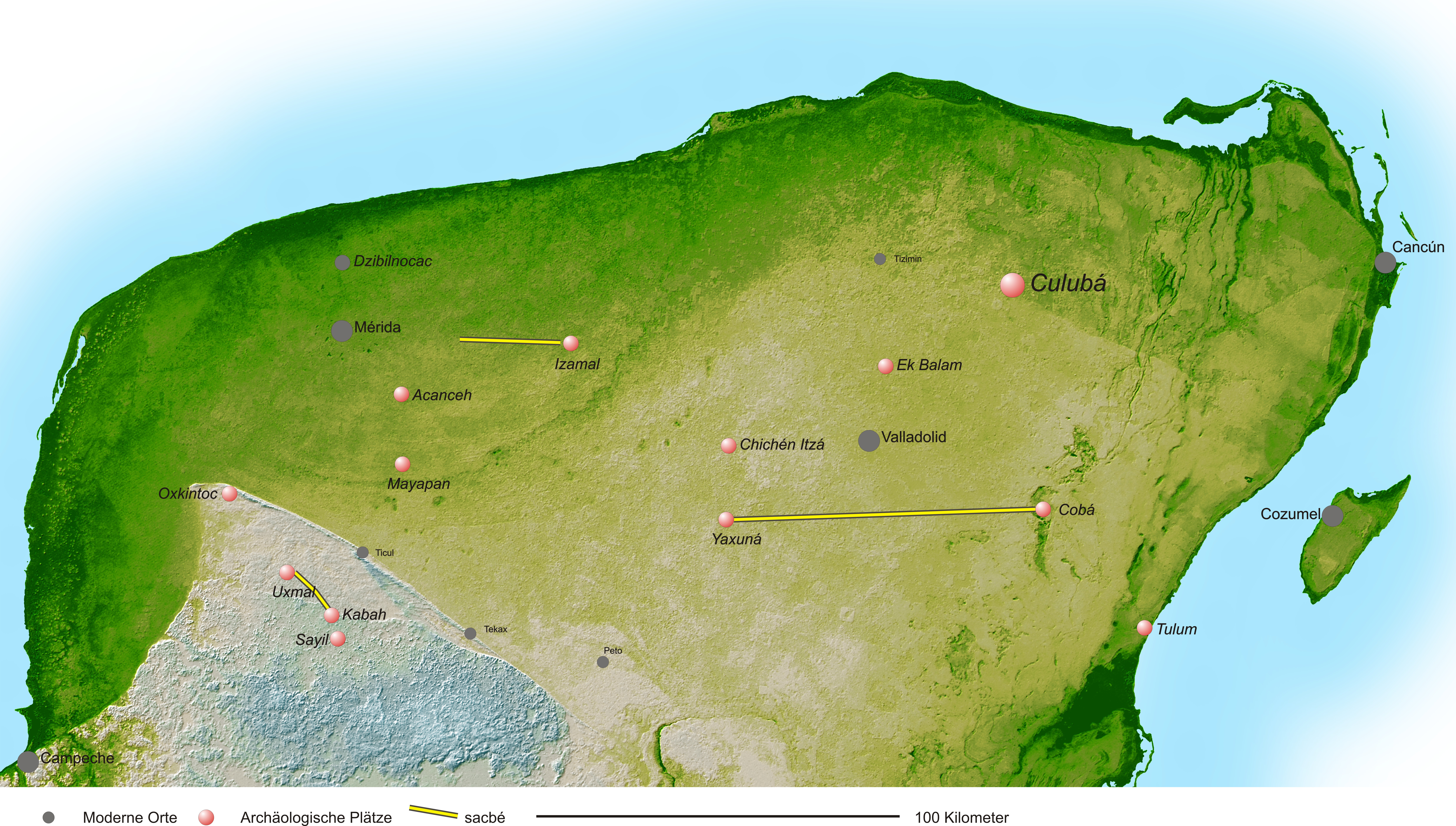
Расположение Кулубы на северо-востоке Юкатана

Кулуба — археологический участок с руинами майя на полуострове Юкатан в штате Юкатан, примерно в 32 километрах к востоку от Тисимина. Самое раннее описание датируется 1940 г. , однако более подробная информация и обсуждение местного стиля Пуук появились только в 1979 г. Важность Кулубы заключается в необычно большом количестве постоянных зданий для региона. В оформлении зданий отмечается стилистическая связь с отдалёнными районами, такими как Чичен-Ица, Пуук и Ченес, которую всё ещё трудно объяснить. В 2000 году археологический участок был нанесён на карту Альфредо Баррера Рубио, были проведены отдельные раскопки и реставрации.

## Группа Б

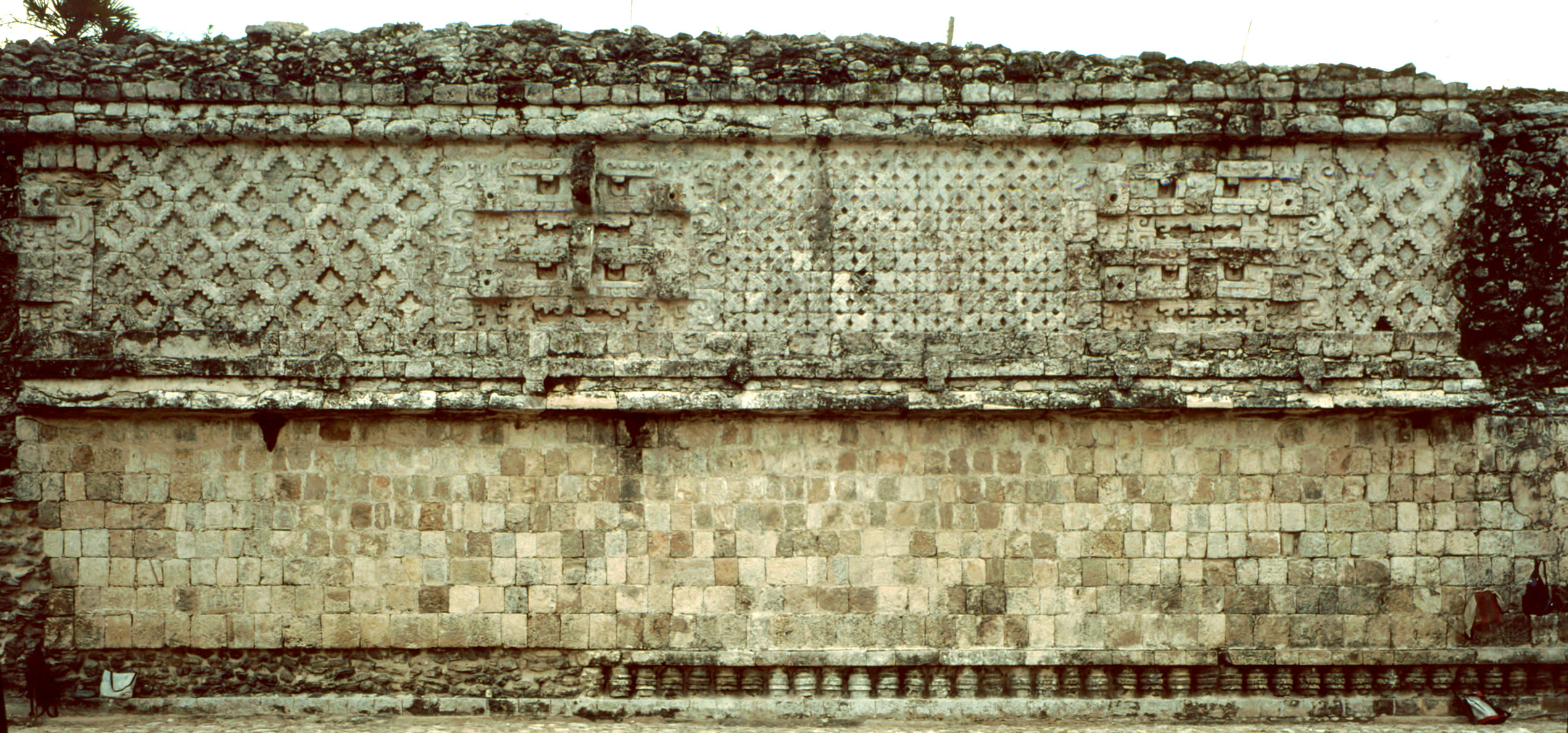
Задняя часть здания с фасадом в стиле Пуук

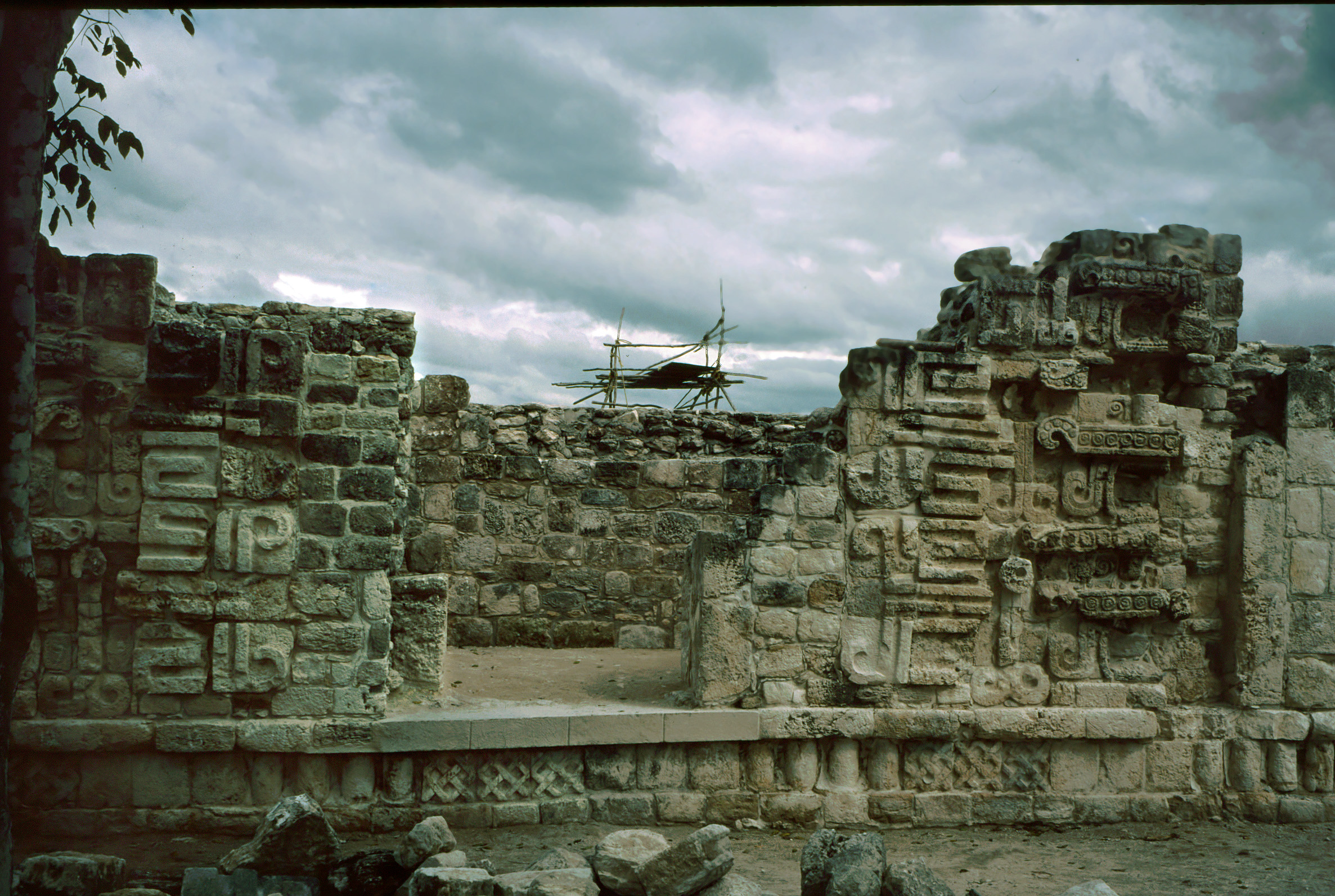
Вход в стиле Ченес

Здание с шестью комнатами стоит на платформе, задняя часть которой частично сохранилась и имеет фасадный дизайн, который сочетает в себе множество элементов стиля Пуук, но в форме, которую можно найти как в стиле позднего Ушмаля, так и в Чичен-Ице. Коленчатые колонны из трех частей основания так же характерны, как и каскады масок божества Чак. Южная сторона здания сильно повреждена и больше не показывает видимых деталей фасада.

## Группа А

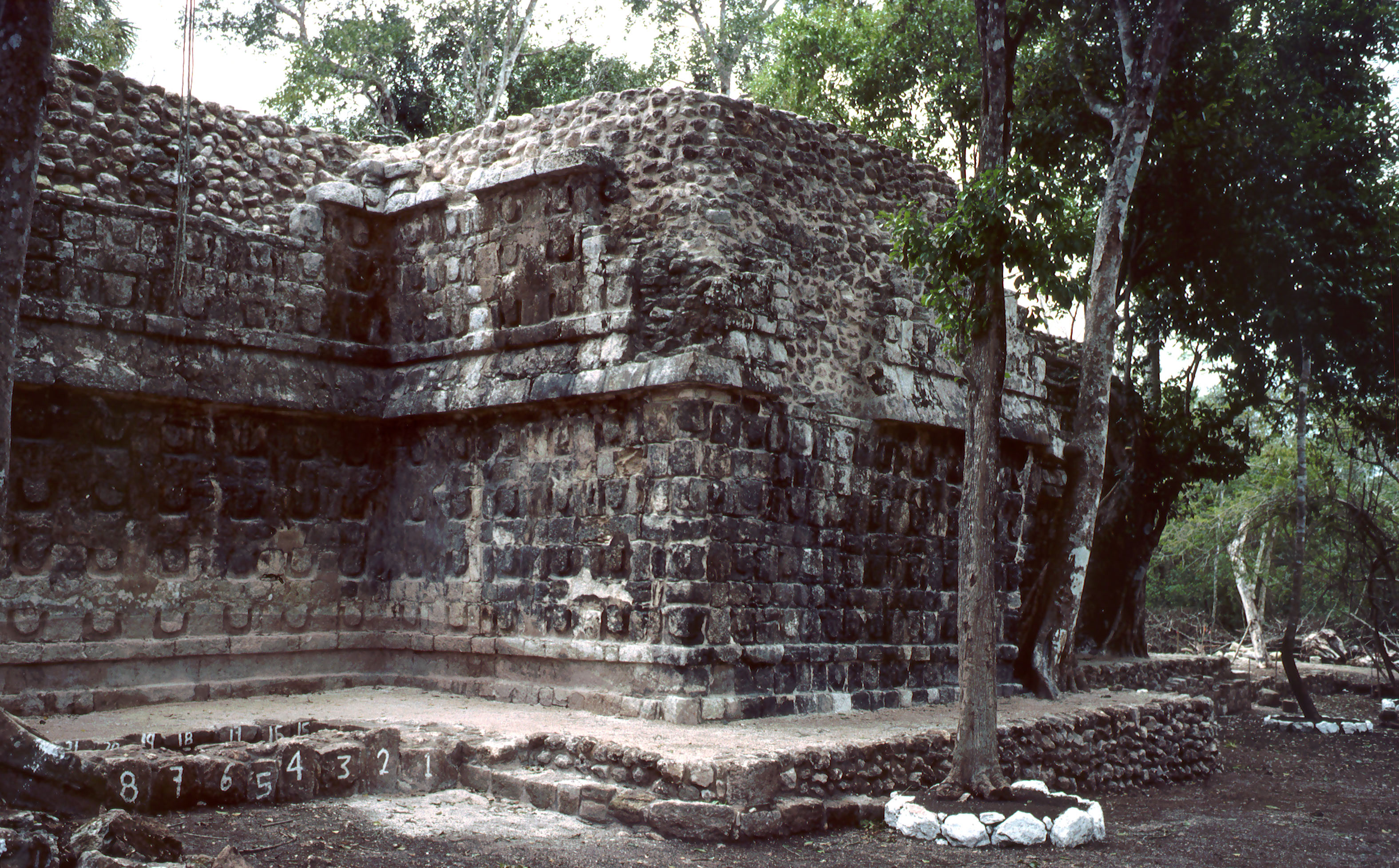
Здание с подковообразным фасадным декором

Единственная хорошо сохранившееся сооружение в этой группе состоит из пяти комнат подряд, а другая расположена за большой центральной комнатой. Подобные сооружения характерны для стиля Ченес. Нетипичной является декоративная облицовка фасада всей поверхности стены облицовочными камнями с подковообразным рисунком.

## Группа С
Группа состоит из зданий, расположенных по бокам почти квадратного двора. Среди прочего, есть два здания с U-образной наружной стеной и колоннадами, которые напоминают Ич-Паа (Майяпан).